# Most Džongšan
Most Džongšan (kitajsko: 中山桥) je železni nosilni most čez Rumeno reko v Landžouju. Odprt leta 1909 je bil prvi stalni most čez Rumeno reko. Most je ena najbolj znanih znamenitosti Landžoua. Gradnja mostu se je začela leta 1907, most pa je bil dokončan leta 1909.
Ob odprtju je bil most preprosto znan kot 'Prvi most', leta 1928 pa so ga preimenovali v most Džongšan v čast Sun Jat-senu. Prvotno je bil most pobarvan svetlo rdeče, toda med drugo kitajsko-japonsko vojno je bil most pobarvan v temno sivo, da bi se uspešno izognili bombnim napadom, v tej barvi je ostal še danes.

## Zgodovina
Leta 1372 je general Feng Šeng dobil ukaz, naj brani ostanke dinastije Juan zahodno od Rumene reke, zato je poslal enega od svojih poveljnikov, da zgradi pontonski most čez Rumeno reko sedem li zahodno od Landžoua. Leta 1385 so pontonski most prestavili pod Baitašan blizu mesta Landžou, kjer je reka tekla hitreje in bi bilo most lažje braniti. Pontonski most je ostal nadaljnjih 524 let. Na tej lokaciji naj bi zgradili tudi most Džongšan.
Pontonski most je izboljšal prevoznost, vendar je bil ob visokih vodah neprevozen, pozimi pa ga je poškodoval žled. Zato so most vsako zimo razstavili, da bi ga spomladi znova sestavili.
Leta 1866 se je Zuo Zongtang, guverner Gansuja in Šaanšija, odločil, da je treba zgraditi železni most. Pogajal se je z nemškim poslovnežem, vendar se nista mogla dogovoriti o ceni, zato je bil načrt odložen. Potem ko je leta 1904 poplava ponovno uničila pontonski most, je postala potreba po železnem mostu nujna.
V Belgiji rojenega Landžoujca Paula Splingaerda, znanega tudi po kitajskem imenu Lin Fučen (林輔臣), je kontaktiral Landžoujev major Peng Jingdžja, da bi se pogajal z belgijskimi podjetji za gradnjo mostu v Landžouju. Leta 1906 se je po 40 letih prvič vrnil v Belgijo poiskati inženirje in sodelujoča podjetja za gradnjo mostu. Vendar ni mogel pridobiti nobenega podjetja za podpis pogodbe in je umrl zaradi bolezni na poti nazaj v Landžou.
Kasneje istega leta so se z nemškim podjetjem Telge & Schroeter, ki je delovalo v Tiandžinu, uspešno dogovorili za gradnjo železnega mostu. Poleg tega je bila ispogajana 80-letna garancija, da bo most preživel hudourniško reko. Most je projektiralo ameriško podjetje in bi imel največjo obremenitev 8 ton, namenjen pa je bil konjskim vpregam.
Sestavni deli železnih nosilcev, beton in različna oprema ter stroji so bili pripeljani iz Nemčije skozi pristanišče Tiandžin. Ker železnica Longhai še ni bila dokončana, so vse pripeljali z vlakom do železniške postaje Šinšjang, nato pa s konjskimi vpregami v Landžou prek Šjana. Leta 1909 je po 21 mesecih vseh 36 serij materialov prispelo v Landžou.
26. julija 1909 so z banketom proslavili dokončanje mostu. Končno je bil 19. avgusta 1909 most odprt za promet.
Leta 1954 so mostno konstrukcijo utrdili z jeklenimi loki na nosilno konstrukcijo.
Leta 2002 je bila motornim vozilom nad 0,5 tone prepovedana uporaba mostu, ki ni bil nikoli zasnovan za uporabo avtomobilov ali tovornjakov.
Leta 2013 je bila na mostu prepovedana vsa motorna vozila.